# Simon Classon Depken
Simon Classon Depken, död 1657, var en svensk handelsman, riksdagsman och ämbetsman.

## Biografi
Simon Classon Depken blev student vid Uppsala universitet 26 september 1632 och vid Rostocks universitet 1635 . Den 14 juni 1649 blev han Falu stads stadsnotarie. På 1650-talet representerade han staden vid riksdagarna  under åren före och efter Drottning Kristinas tronavsägelse. I ståndsstriden vid kröningsriksdagen 1650 återfinns hans namn bland undertecknarna till de ofrälse ståndens inlaga angående reduktionen samma år.
Han var son till Claes Depken och gift med Anna Pedersotter.